# Liuixalus
Liuixalus – rodzaj płazów bezogonowych z podrodziny Rhacophorinae w rodzinie nogolotkowatych (Rhacophoridae).

## Zasięg występowania
Rodzaj obejmuje gatunki występujące w Chińskiej Republice Ludowej w pozornie odizolowanych populacjach w Hongkongu, w strefie przygranicznej Guangdong-Kuangsi i Hajnan do północnego Wietnamu.

## Systematyka

### Etymologia
Liuixalus: Cheng-chao Liu (1900–1976), chiński herpetolog; rodzaj Ixalus A.M.C. Duméril & Bibron, 1841.

### Podział systematyczny
Do rodzaju należą następujące gatunki:
- Liuixalus calcarius Milto, Poyarkov, Orlov & Nguyen, 2013
- Liuixalus feii Yang, Rao & Wang, 2015
- Liuixalus hainanus (Liu & Wu, 2004)
- Liuixalus ocellatus (Liu & Hu, 1973)
- Liuixalus romeri (Smith, 1953)
- Liuixalus shiwandashan Li, Mo, Jiang, Xie & Jiang, 2015